# Дом Г. Ф. Ярцева в Ялте
Дом Г. Ф. Ярцева в Ялте (Ярцевский дом) — памятник архитектуры конца XIX века в Ялте, Крым. 
Построенный по оригинальному проекту владельца, был центром интеллектуальной и культурной жизни Ялты в 1890—1900 годы. 
Расположен по адресу ул. Войкова, 9.  В настоящее время объект культурного наследия народов России регионального значения.

## История
Трехэтажный дом принадлежал русскому художнику-пейзажисту, передвижнику Григорию Федоровичу Ярцеву (1858—1918). Здание было построено в конце 1890-х годов по оригинальному проекту владельца при участии архитектора Н. П. Краснова.
В 1899—1900 годах тут жил известный русский писатель Максим Горький, снимая один из боковых флигелей дома. Тут же на втором этаже была квартира доктора Л. В. Средина, который из-за туберкулёза переехал в Ялту из Москвы. Квартира Средина в те времена была уникальным литературным салоном, «Срединский балкон» был центром встреч прогрессивной интеллигенции Ялты. Вечером к Средину приходили писатели, врачи, художники, учителя, актеры. Бывали А. М. Горький, А. П. Чехов, Н. Д. Мамин-Сибиряк, А. И. Куприн, Н. Д. Телешов, Ф. И. Шаляпин, М. Н. Ермолова, художники В. М. Васнецов, М. В. Нестеров, И. Г. Мясоедовов. Об этом свидетельствует мемориальная доска на стене дома.
Художник М. В. Нестеров писал:

Какая-то неведомая сила влекла на балкон Срединых как ялтинских обывателей, так и заезжих в Крым.

## Галерея

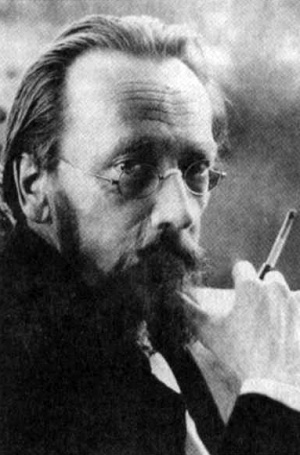
Леонид Валентинович Средин (1860—1909), врач, общественный деятель, организатор «Срединского балкона» — неформального литературно-художественного салона
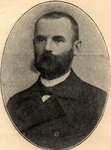
Григорий Фёдорович Ярцев (1858—1918) — русский художник, архитектор, автор проекта и первый владелец здания

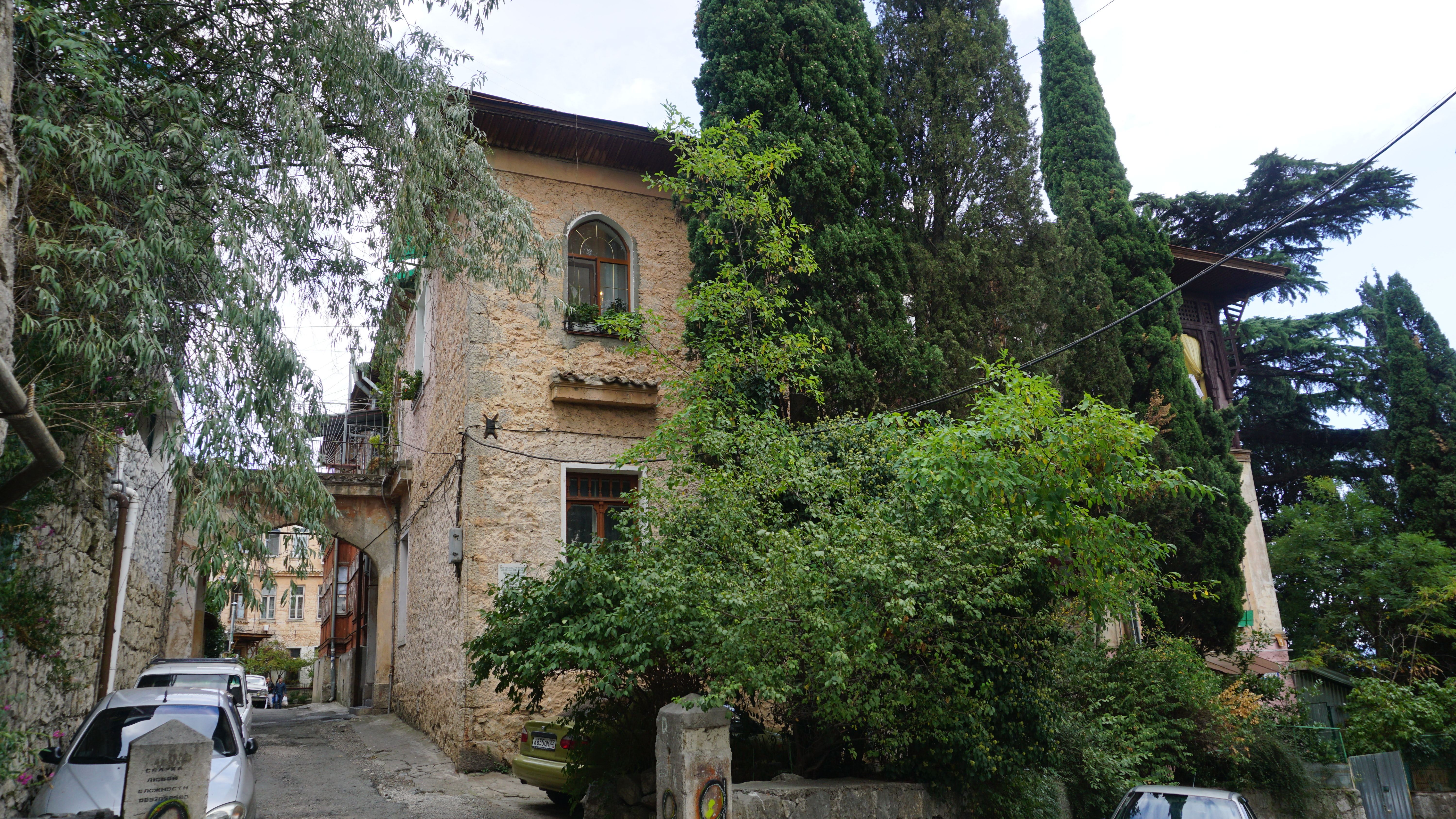
Один из фасадов
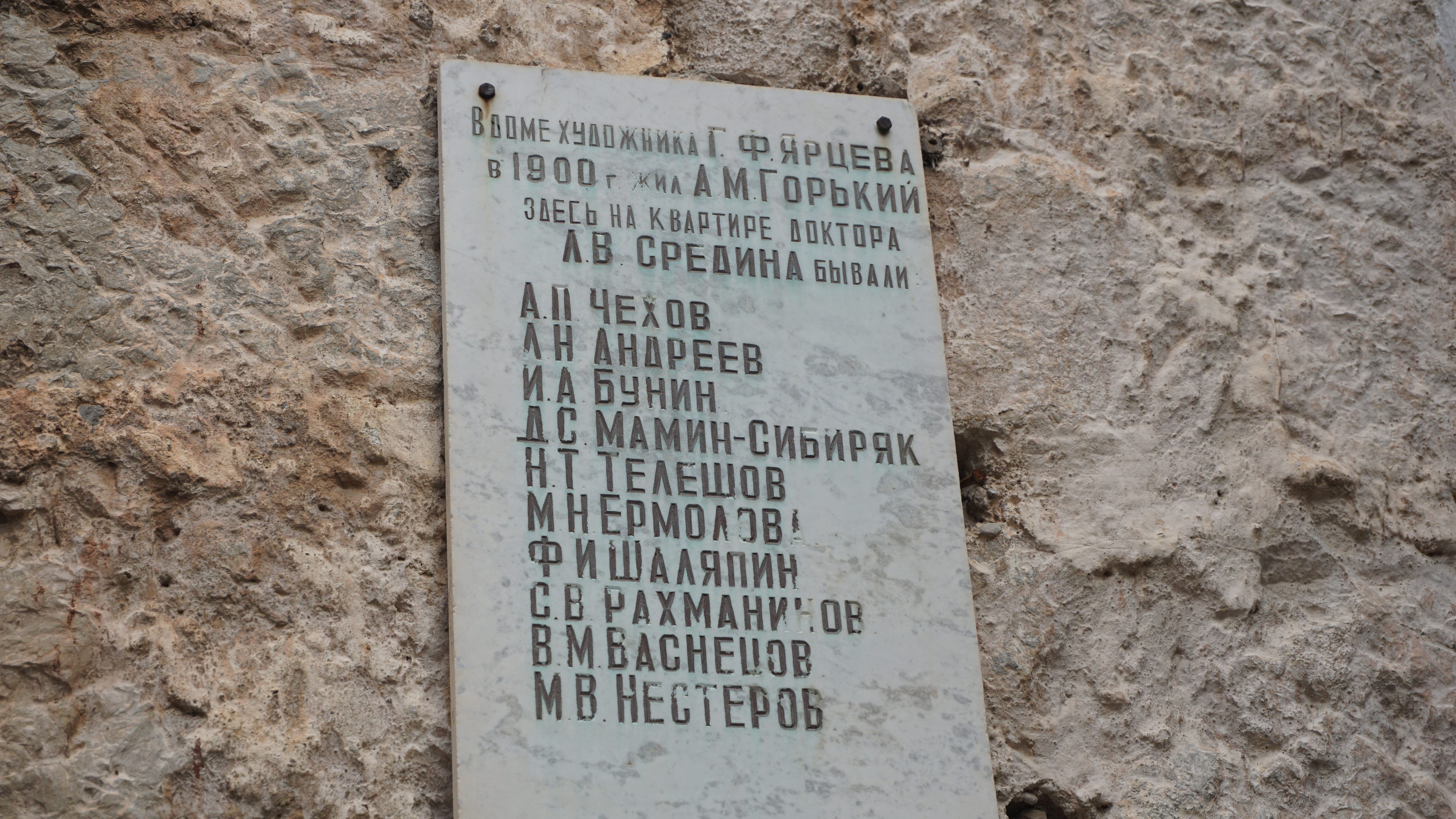
Памятная табличка